# اصلاحیه قانون شهروندی (۲۰۱۹)
اصلاحیه قانون شهروندی (انگلیسی: Citizenship) قانونی است که توسط مجلس هند در ۱۱ دسامبر ۲۰۱۹ مصوب شد و قانون تابعیت هند مصوب ۱۹۵۵ را تغییر داد تا اشخاص تحت پیگرد وابسته به اقلیت‌های مذهبی هندو، سیک، بودایی، جین، پارسی و مسیحی از سه کشور همسایه پاکستان، افغانستان و بنگلادش بتوانند به تابعیت هند درآیند. این مصوبه مشمول مسلمین تحت تعقیب به دلیل دینشان نمی‌شود. تصویب این قانون به علت اعمال نژادپرستی علیه مسلمانان که حدوداً ۱۵ درصد از جمعیت این کشور را تشکیل میدهند منجر به اعتراضات گسترده و خشونت بار شد.